# Elipsoida naprężeń Lamégo
Elipsoida naprężeń Lamégo – graficzna reprezentacja stanu naprężenia w pewnym punkcie ośrodka, alternatywna do koła Mohra. Elipsoida ta jest miejscem geometrycznym końców wektorów naprężenia {\displaystyle \mathbf {T} ^{(\mathbf {n} )}.} Jej pojęcie zostało wprowadzone przez Cauchy’ego i Lamego w okresie powstawania teorii sprężystości (około 1820–1830).

## Konstrukcja
Wektor naprężenia {\displaystyle \mathbf {T} ^{(\mathbf {n} )}} (gdzie {\displaystyle \mathbf {n} } jest wektorem normalnym) w dowolnym punkcie {\displaystyle P} może być zapisany jako:
{\displaystyle T_{1}^{(\mathbf {n} )}=\sigma _{1}n_{1},\qquad T_{2}^{(\mathbf {n} )}=\sigma _{2}n_{2},\qquad T_{3}^{(\mathbf {n} )}=\sigma _{3}n_{3},}
gdzie
{\displaystyle \sigma _{1}n_{1},~~\sigma _{2}n_{2},~~\sigma _{3}n_{3}} – naprężenia główne.
Zgodnie z własnością wektora normalnego możemy napisać:
{\displaystyle n_{1}^{2}+n_{2}^{2}+n_{3}^{2}=1=\left({\frac {T_{1}}{\sigma _{1}^{2}}}\right)^{2}+\left({\frac {T_{2}}{\sigma _{2}^{2}}}\right)^{2}+\left({\frac {T_{3}}{\sigma _{3}^{2}}}\right)^{2}.}
Otrzymujemy równanie elipsoidy o środku zgodnym z zadanym układem współrzędnych i półosiach {\displaystyle \pm \sigma _{1},\pm \sigma _{2},\pm \sigma _{3}.}

## Interpretacja
W odniesieniu do powstałej konstrukcji niezmienniki stanów naprężenia {\displaystyle I_{1},} {\displaystyle I_{2},} {\displaystyle I_{3}} można interpretować następująco:
- {\displaystyle I_{1}} – jest sumą trzech półosi elipsoidy naprężeń,
- {\displaystyle I_{2}} – jest proporcjonalne do sumy pól trzech przekrojów głównych elipsoidy,
- {\displaystyle I_{3}} – jest proporcjonalne do objętości elipsoidy.